# Dryadaula advena
Dryadaula advena är en fjärilsart som beskrevs av Elwood C. Zimmerman 1978. Dryadaula advena ingår i släktet Dryadaula och familjen äkta malar. Inga underarter finns listade i Catalogue of Life.